# Kênh đào Kiel

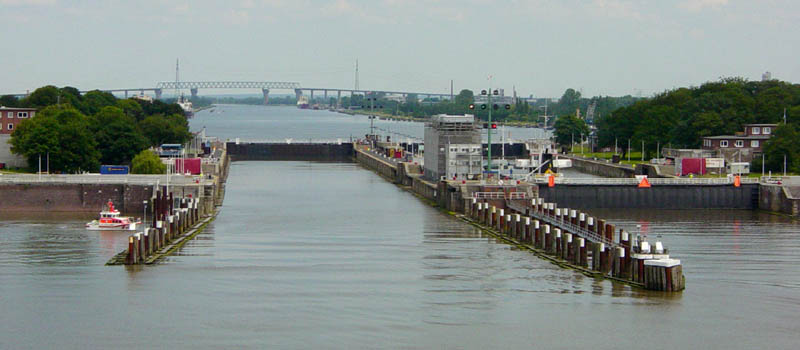
Các cửa cống tại Brunsbüttel kết nối kênh đào với cửa sông Elbe, từ đó tới biển Bắc

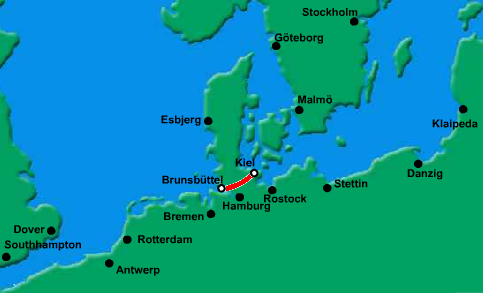
Bản đồ tuyến kênh đào

Kênh đào Kiel (tiếng Đức: Nord-Ostsee-Kanal, NOK), được gọi là Kaiser-Wilhelm-Kanal cho đến năm 1948, là một kênh đào dài 98 kilômét (61 mi) tại bang Schleswig-Holstein của Đức.
Kênh đào kết nối biển Bắc (tại Brunsbüttel) đến biển Baltic (tại Kiel-Holtenau). Trung bình, các tàu sẽ rút ngắn được 250 hải lý (460 km) nếu sử dụng kênh đào Kiel thay vì đi vòng qua bán đảo Jutland. Kênh đào không chỉ giúp các tàu biển tiết kiệm được thời gian đi lại mà còn giúp chúng tránh được nguy hiểm do bị bão biển tấn công. Kênh đào Kiel là thủy đạo nhân tạo bận rộn nhất trên thế giới; trên 43.000 tàu lớn đã đi qua kênh đào trong năm 2007, không kể các tàu nhỏ.
Ngoài hai lối vào, tại Oldenbüttel, kênh Kiel nối với sông Eider có khả năng thông hành bởi kênh đào Gieselau. Trước khi có sự tồn tại của Kênh đào Kiel thì từ năm 1784 người ta đã khơi thông Kênh đào Eider để nối Biển Baltic với Biển Bắc. Sau này kênh đào Kiel được đưa vào vận hành và thay thế hẳn kênh Eider.

## Lịch sử
Công trình kết nối đầu tiên giữa biển Bắc và biển Baltic đã được xây dựng trong lúc khu vực nằm dưới quyền cai trị của Đan Mạch-Na Uy. Nó được gọi là kênh đào Eider, kênh đào này tận dụng sông Eider kể nối giữa hai biển. Eiderkanal được hoàn thành trong thời gian trị vì của Christian VII của Đan Mạch năm 1784 và là một phần dài 43 kilômét (27 mi) của một thủy đạo dài 175 kilômét (109 mi) từ Kiel đến cửa sông Eider tại Tönning trên bờ biển phía tây. Kênh đào này chỉ rộng 29 mét (95 ft) và sâu ba mét, vì thế chỉ có các tàu có trọng tải dưới 300 tấn mới có thể đi qua.

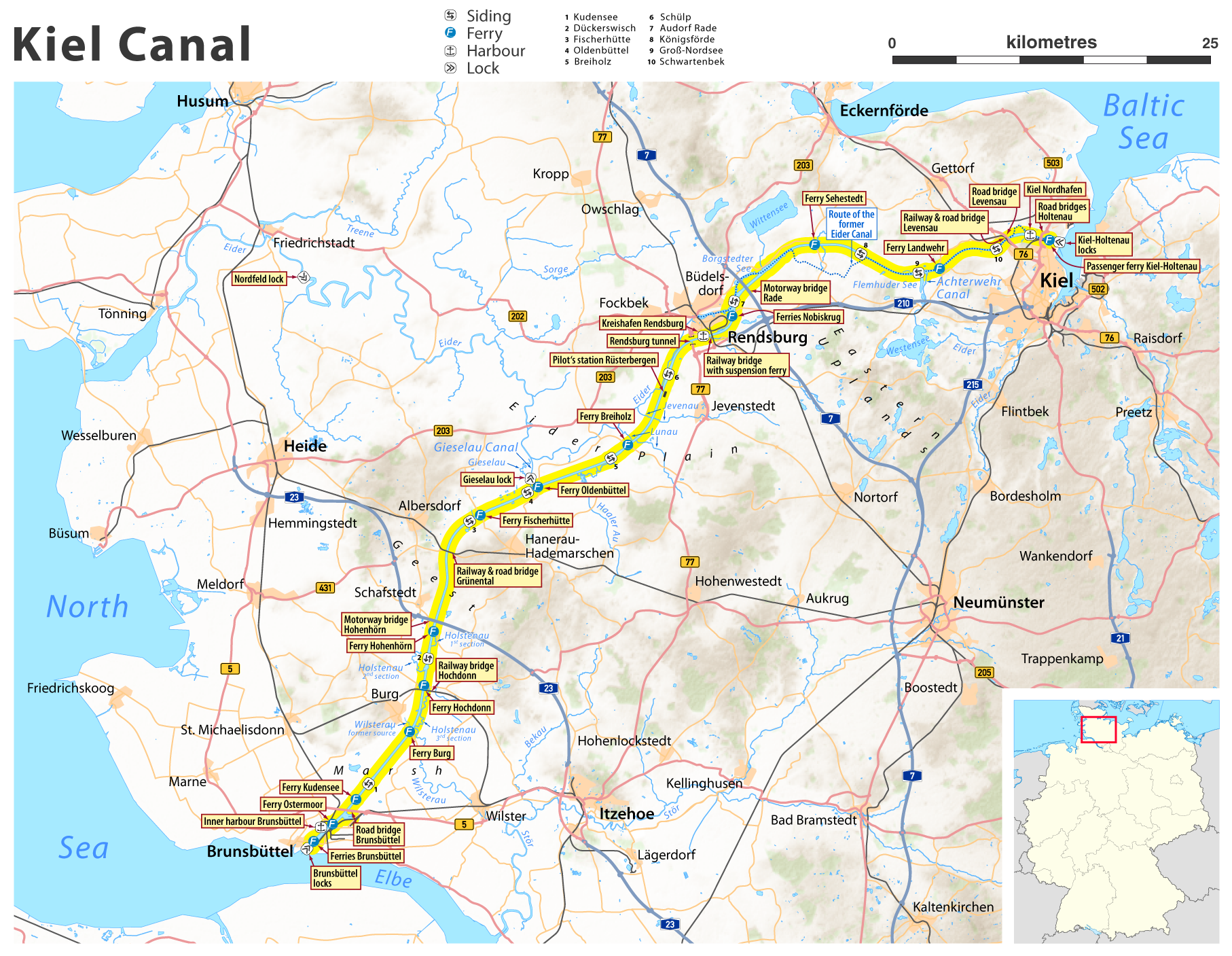
Bản đồ kênh Kiel tại Schleswig-Holstein

Trong thế kỷ 19, sau khi Schleswig-Holstein nằm dưới quyền kiểm soát của chính quyền Phổ (từ 1871 là Đế quốc Đức) sau Chiến tranh Schleswig lần thứ hai năm 1864. Hải quân Đế quốc Đức muốn kết nối các căn cứ của mình tại biển Baltic và biển Bắc mà không phải đi qua Đan Mạch để đảm bảo an ninh, ngoài ra, áp lực thương mại cũng đã góp phần khiến người Đức hình thành một con kênh mới.
Tháng 6 năm 1887, việc xây dựng bắt đầu tại Holtenau, gần Kiel. Việc xây dựng kênh đào cần đến 9.000 nhân công trong tám năm. Ngày 20 tháng 6 năm 1895, kênh đào chính thức được Hoàng đế Wilhelm II khánh thành với việc đi từ Brunsbüttel đến Holtenau. Ngày hôm sau, một buổi lễ được tổ chức tại Holtenau và tại đây Wilhelm II đã đặt cho kênh tên gọi Kaiser Wilhelm Kanal (theo tên Hoàng đế Wilhelm I), và đặt viên đá cuối cùng. Việc khánh thành kênh đào được đạo diễn người Anh Birt Acres quay phim và những cảnh còn lại trong thước phim này được bảo quản tại Bảo tàng Khoa học tại Luân Đôn.
Để đáp ứng lưu lượng giao thông ngày càng tăng và nhu cầu của Hải quân Đế quốc Đức, từ năm 1907 đến 1914, kênh đào đã được mở rộng. Việc mở rộng kênh đào cho phép thiết giáp hạm có kích cỡ như Dreadnought đi qua. Điều này có nghĩa rằng các tàu chiến này có thể đi từ biển Baltic đến biển Bắc và ngược lại mà không cần vòng qua Đan Mạch. Các dự án mở rộng đã hoàn thành với việc lắp đặt hai cửa cống lớn hơn tại Brunsbüttel và Holtenau.
Sau Chiến tranh thế giới thứ nhất, Hòa ước Versailles đã quốc tế hóa kênh đào, song Đức vẫn có quyền quản lý. Chính quyền Adolf Hitler đã bác bỏ vị thế quốc tế của kênh đào vào năm 1936. Sau Chiến tranh thế giới thứ hai, kênh đào tái mở cửa cho tất cả các phương tiện thủy.

## Hoạt động
Có những quy tắc giao thông chi tiết cho kênh đào. Mỗi tàu lớn đi qua được phân loại vào một trong sáu nhóm phương tiện tùy theo kích thước. Các tàu lớn hơn bắt buộc phải chấp nhận người lái tàu chuyên môn qua kênh đào, và trong một số trường hợp phải có sự hỗ trợ của một tàu kéo. Hơn nữa, có các quy định liên quan đến các tàu đang đi và đang đến. Các tàu lớn hơn có thể được yêu cầu phải bỏ neo tại các cọc buộc thuyền để cho phép tàu đang tới di chuyển.

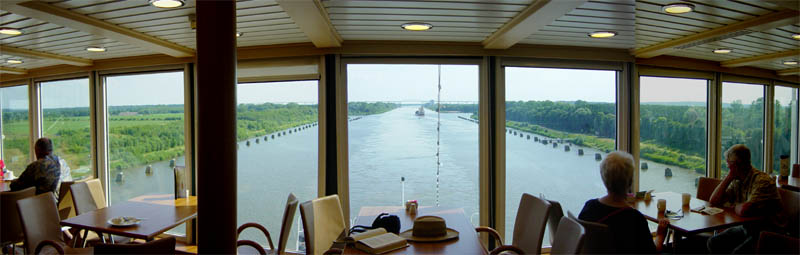
Nhìn về phía tây-tây nam từ phòng đợi đuôi tàu của du thuyền MS Norwegian Dream

Tuy nhiên, nhiều du thuyền hiện đại không thể đi qua kênh đào này do vượt giới hạn cho phép dưới gầm cầu, MS Norwegian Dream có các ống khói và cột buồm (cột cờ, cột ăngten) đặc biệt và có thể được hạ xuống trong khi đi quan kênh đào. Minerva của Swan Hellenic, tàu Balmoral của Fred Olsen Cruises, Regatta của Oceania Cruises, và MS Prinsendam của Holland America Line cũng có thể đi qua kênh đào.
Tàu Gorch Fock của Hải quân Đức được thiết kế để có thể hạ thấp cột buồm (thành bậc), đặc biệt là để cho tàu có thể đi qua kênh đào Kiel, nếu không con tàu sẽ quá cao đối với các cầu bắc qua kênh.

## Vượt qua

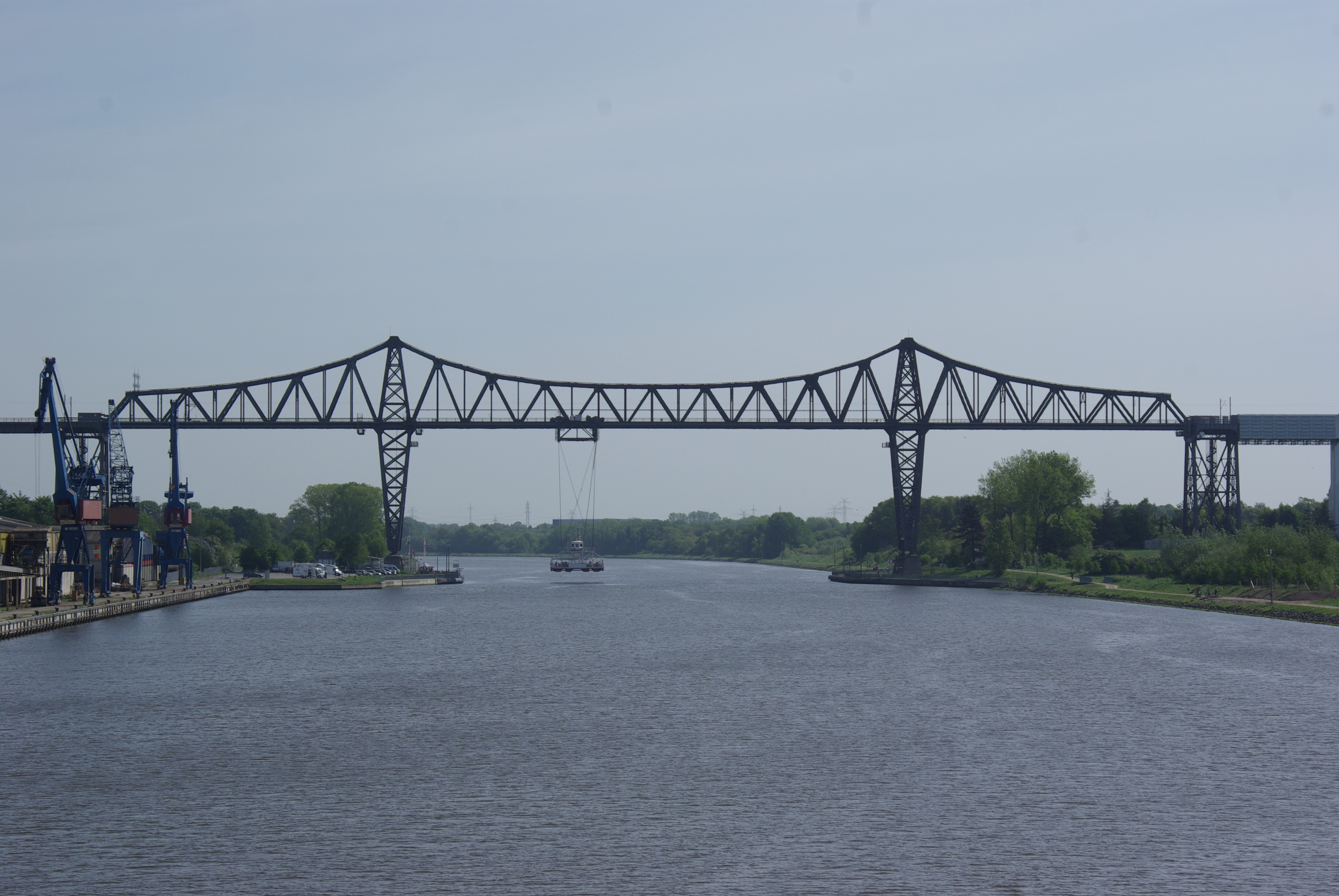
Cầu cao Rendsburg

Một vài tuyến đường sắt và đường bộ liên bang (Autobahnen và Bundesstraßen) đi qua kênh đào bằng 11 cầu lớn. Các cầu này có khoang trống cao 42 mét (138 ft) và cho phép các tàu cao đến 40 mét (130 ft) đi qua. Cầu cổ nhất vẫn được sử dụng là Cầu cao Levensau từ năm 1893; tuy nhiên, cây cầu sẽ phái được thay thế khi mở rộng kênh. Từ phía tây (Brunsbüttel) đến phía đông (Holtenau), có các cầu là:
- Cầu cao Brunsbüttel, với bốn làn xe của Bundesstraße 5
- Cầu cao Hochdonn của đường sắt Marsh
- Cầu cao Hohenhörn của Autobahn 23
- Cầu cao Grünental của tuyến đường sắt Neumünster-Heide và Bundesstraße 204
- Cầu cao Rendsburg của đường sắt Neumünster–Flensburg, cũng có một cầu băng tải phục vụ các phương tiện địa phương
- Kanaltunnel Rendsburg, hầm đường bộ của Bundesstraße 77 (bốn làn)
- Cầu cao Rade của Autobahn A7
- Levensau từ năm 1893 của đường sắt Kiel–Flensburg và cho một đường bộ địa phương
- Cầu cao Tân Levensau của Bundesstraße 76 (bốn làn)
- Cầu cao Holtenau, hai cầu song song với ba làn xe mỗi cầu, có hè cho người đi bộ và đi xe đạp

Các phương tiện địa phương có thể sử dụng 14 tuyến phà và một hầm đi bộ. Đáng chú ý nhất là cầu băng tải (tiếng Đức: Schwebefähre) bên dưới cầu cao Rendsburg. Tất cả các tuyến phà do Cơ quan Kênh đào phụ trách và phục vụ miễn phí.